# Hiệu ứng Tyndall

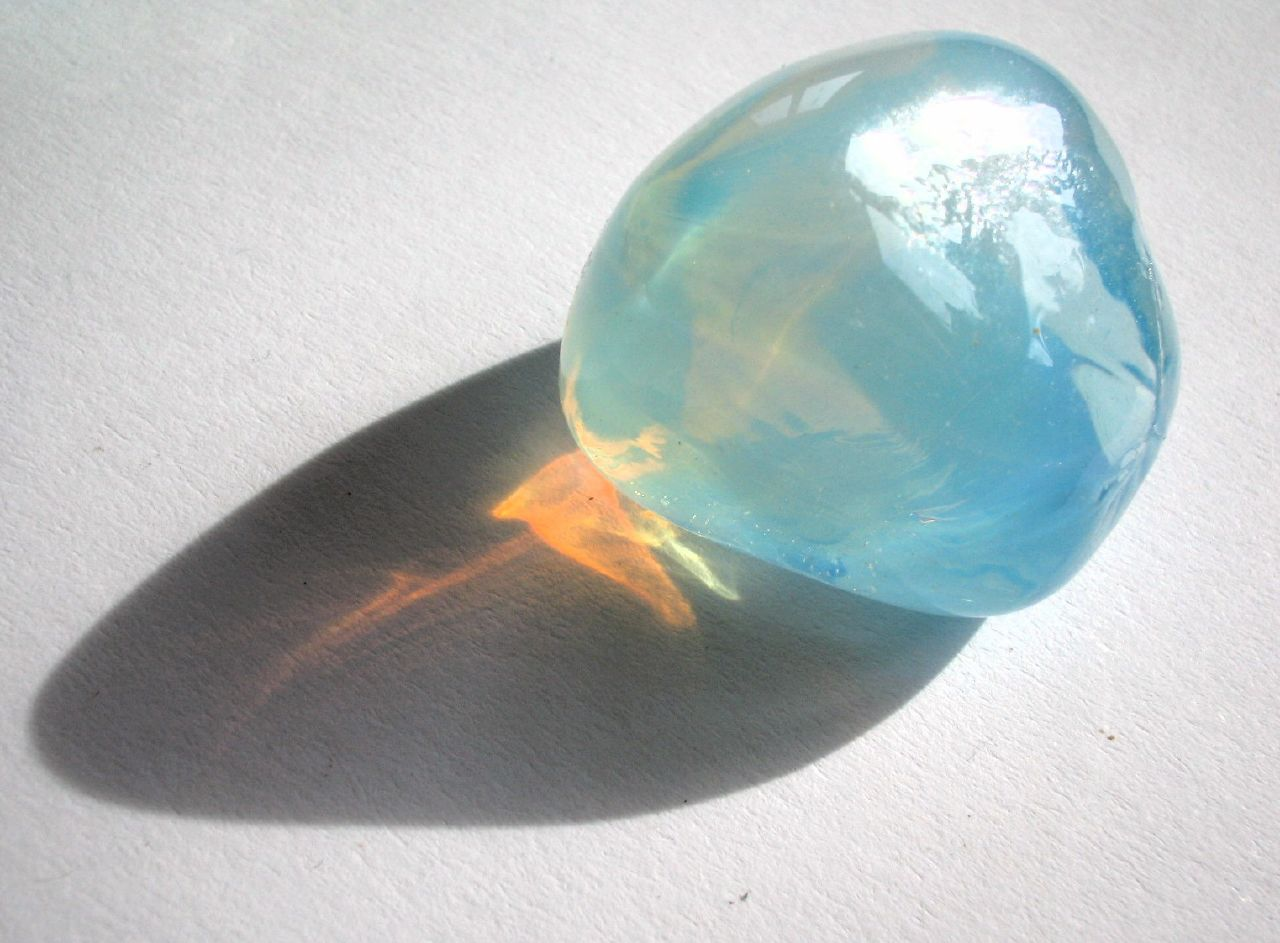
Hiệu ứng Tyndall quan sát qua một mảnh thủy tinh màu xanh, qua đó ánh sáng chiếu vào màu cam, có vẻ giống như bầu trời lúc hoàng hôn.

Hiệu ứng Tyndall là sự tán xạ ánh sáng bởi các hạt ở dạng keo như huyền phù rất mịn (một dung dich sol). Hiệu ứng này được đặt theo tên của nhà vật lý thế kỷ 19 là John Tyndall, người đầu tiên nghiên cứu sâu rộng về hiện tượng này.
Còn được gọi là tán xạ Tyndall, nó tương tự như tán xạ Rayleigh ở chỗ cường độ ánh sáng tán xạ tỉ lệ nghịch với lũy thừa bốn của bước sóng, do đó ánh sáng xanh bị tán xạ mạnh hơn nhiều so với ánh sáng đỏ.
Một ví dụ trong cuộc sống hàng ngày là màu xanh lam đôi khi được thấy trong khói thải ra từ xe máy, đặc biệt là động cơ hai kỳ. Khi dầu động cơ bị đốt cháy sẽ tạo ra các hạt này. Hiệu ứng tương tự cũng có thể được quan sát thấy ở khói thuốc lá, các hạt mịn của nó cũng phân tán ánh sáng xanh tốt hơn.
Theo hiệu ứng Tyndall, các bước sóng dài hơn được truyền đi nhiều hơn, trong khi các bước sóng ngắn hơn bị phản xạ khuếch tán nhiều hơn thông qua sự tán xạ. Hiệu ứng Tyndall xuất hiện khi các hạt vật chất tán xạ ánh sáng được phân tán trong môi trường truyền sáng, trong đó đường kính của từng hạt nằm trong khoảng từ 40 đến 900 nm, tức là nhỏ hơn hoặc gần bằng bước sóng của ánh sáng khả kiến (400–750 nm).
Tiêu chuẩn này đặc biệt có thể áp dụng cho hỗn hợp keo; ví dụ, hiệu ứng Tyndall được sử dụng trong máy đo độ đục (nephelometer) để xác định kích thước và mật độ của các hạt trong khí dung và các chất keo khác. Việc điều tra hiện tượng này đã dẫn trực tiếp đến việc phát minh ra kính hiển vi siêu nhỏ và phép đo độ đục.

## Lịch sử
Trước khi khám phá ra hiện tượng này, nhà vật lý Tyndall chủ yếu được biết đến qua công trình nghiên cứu về sự hấp thụ và phát xạ nhiệt bức xạ ở cấp độ phân tử. Trong các nghiên cứu của ông ở khu vực đó, cần phải sử dụng không khí để loại bỏ tất cả dấu vết của bụi trôi nổi và các hạt khác và cách tốt nhất để phát hiện các hạt này là chiếu không khí dưới ánh sáng mạnh.
Vào những năm 1860, Tyndall đã thực hiện một số thí nghiệm với ánh sáng, chiếu các chùm tia qua nhiều loại khí và chất lỏng khác nhau và ghi lại kết quả. Khi làm như vậy, Tyndall phát hiện ra rằng khi dần dần đổ đầy khói vào ống rồi chiếu một chùm ánh sáng xuyên qua nó, chùm tia này có màu xanh lam ở hai bên ống nhưng có màu đỏ ở phía xa. Quan sát này giúp Tyndall lần đầu tiên đề xuất được hiện tượng mà sau này mang tên ông.
Năm 1902, kính siêu hiển vi (ultramicroscope) được phát triển bởi Richard Adolf Zsigmondy (1865–1929) và Henry Siedentopf (1872–1940), lúc này đang làm việc cho công ty Carl Zeiss AG. Sự tò mò về hiệu ứng Tyndall đã khiến họ sử dụng ánh sáng mặt trời mạnh để chiếu sáng và họ có thể xác định được kích thước của các hạt nano vàng nhỏ 4 nm tạo ra màu thủy tinh nam việt quất (Gold Ruby). Công trình này đã  giúp Zsigmondy nhận được giải Nobel Hóa học.

## Hình ảnh

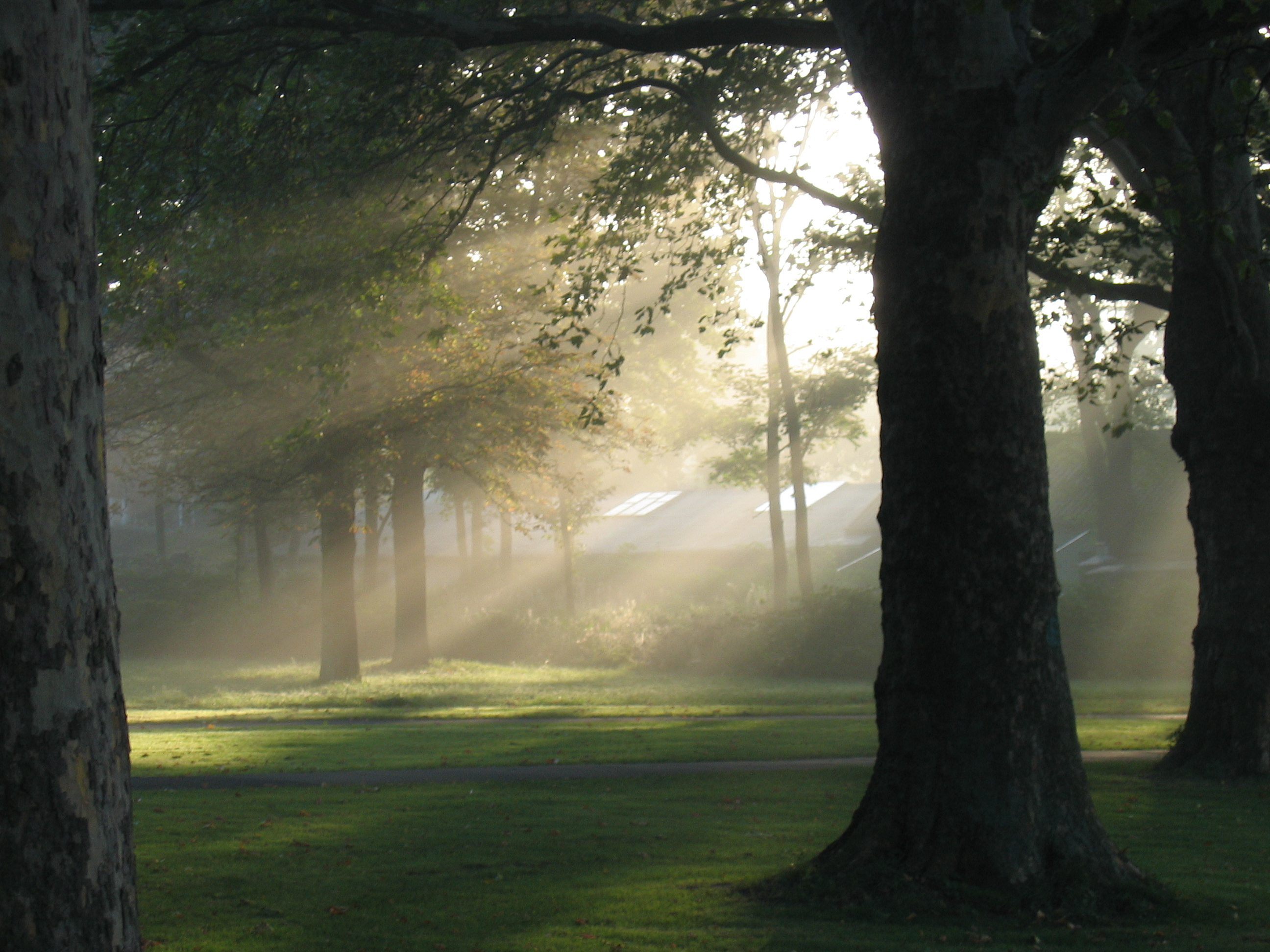
Các tia nắng chiếu qua đám sương được thấy do hiệu ứng Tyndall
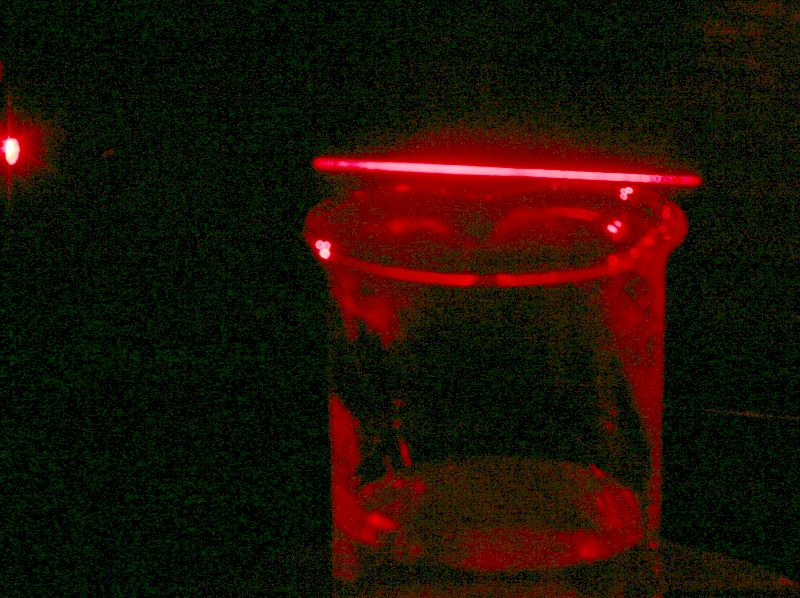
Tia laser đỏ được hiển thị trong môi trường aerosol, trong khi khó có thể thấy được trong không khí bình thường
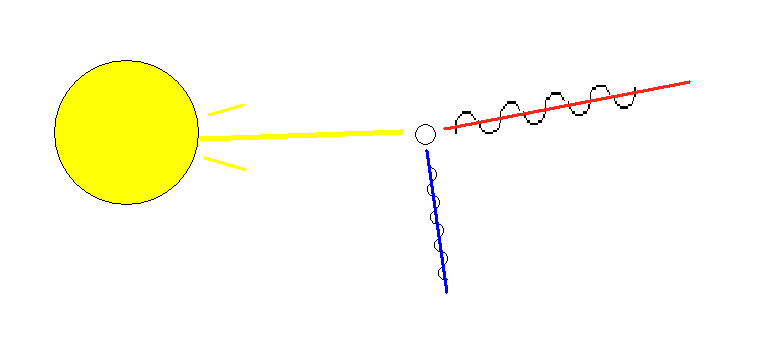
Hình vẽ mô tả kết quả của sự tán xạ (tán xạ Rayleigh và hiệu ứng Tyndall). Các bước sóng ngắn (ánh sáng xanh) bị tán xạ, các bước sóng dài hơn kích thước hạt (màu đỏ) được truyền qua.
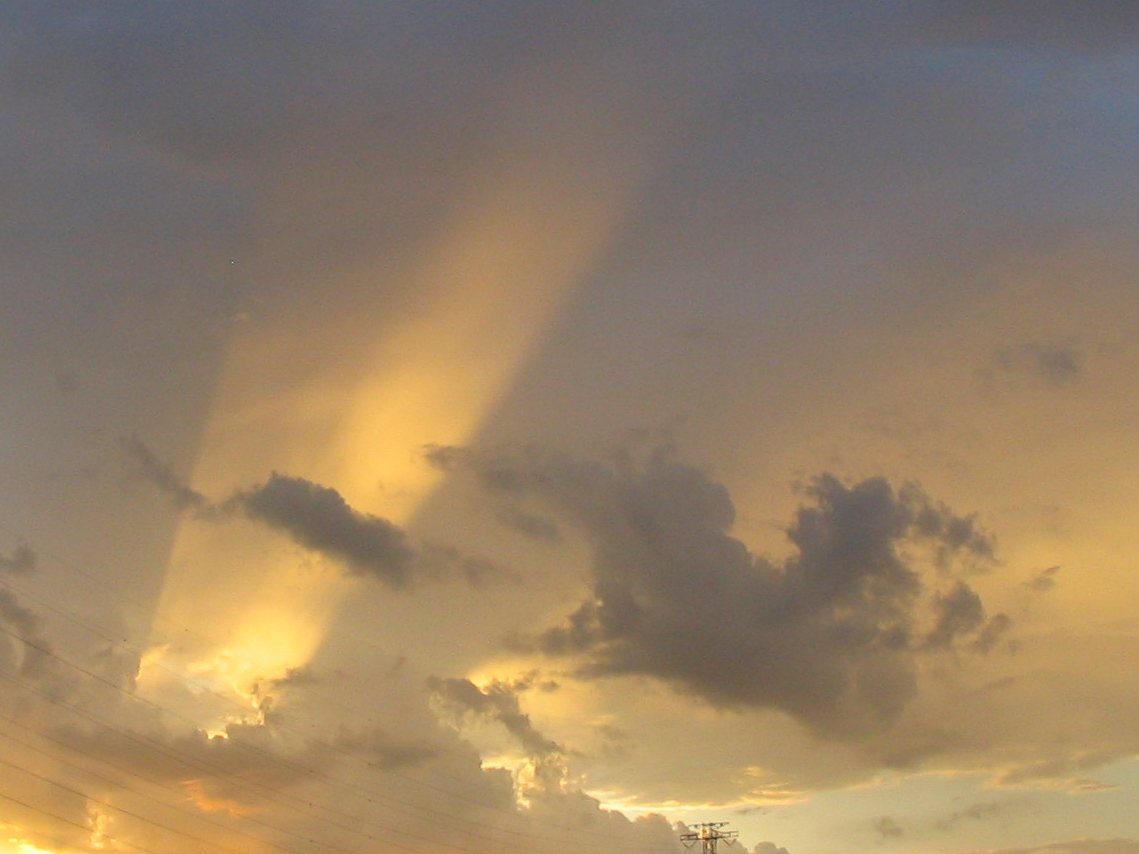
Tán xạ khi ánh sáng Mặt Trời qua các đám mây, các tia này được gọi là tia hoàng hôn